# Fábio Baiano
Fábio da Silva Moraes,[carece de fontes?] mais conhecido como Fábio Baiano (Feira de Santana-BA, 22 de abril de 1975), é um ex-futebolista brasileiro que atuava como meia.

## Carreira
Fábio Baiano iniciou sua carreira no Flamengo, em 1992, ano em que recebeu suas primeiras chances no time principal.
Mas a vida de Fábio Baiano no Flamengo não foi nada fácil. Improvisado na lateral-direita, por um bom tempo, sofreu implacável perseguição da torcida rubro-negra, o que acabou resultando em seguidas tentativas de transferências.
Apesar das críticas da mídia esportiva, sempre questionando suas qualidades técnicas, Fábio jamais deixou-se abalar e, portando-se como um valente, em campo, corria atrás da bola, marcava, driblava, e também chegava ao ataque, sempre levando perigo ao gol adversário, com seu potente chute. Marcou 41 gols, nos 327 jogos disputados, com a camisa do Flamengo.
Em 2001, o jogador conquistou a Copa do Brasil pelo Grêmio, onde jogou até 2002 Emprestado. Finalmente, em 2004, Fábio Baiano fez sua última partida pelo Flamengo e, depois disso, passou a perambular por outras equipes do futebol brasileiro. Entre outros tantos, atuou pelo Corinthians, Santos, Atlético-MG e Vasco da Gama.
Em 2006, foi dispensado da Ponte Preta, no transcorrer do Campeonato Brasileiro, ficando sem clube pelo restante da temporada. Acertou com o Paysandu, no início de 2007, mas após o término do Campeonato Paraense, mudou-se para o Juventude.
Rebaixado no final daquele ano, o Juventude acabou cedendo-o para o Brasiliense, clube em que defendeu até 2008.

## Títulos
Flamengo
- Copa Mercosul: 1999
- Copa de Ouro Nicolás Leoz: 1996
- Campeonato Brasileiro: 1992
- Copa dos Campeões Mundiais: 1997
- Campeonato Carioca: 1996, 1999, 2000, 2004
- Taça Guanabara: 1995, 1996, 1999, 2004
- Taça Rio: 1996, 2000
- Campeonato da Capital: 1993
- Taça Brahma dos Campeões: 1992
- Taça Libertad: 1993
- Torneio Internacional de Kuala Lumpur: 1994

Bahia
- Campeonato Baiano: 1998

Grêmio
- Copa do Brasil: 2001
- Campeonato Gaúcho: 2001

São Caetano
- Campeonato Paulista: 2004
- Campeonato Paulista do Interior: 2004

Brasiliense
- Campeonato Brasiliense: 2008